# Подымова, Людмила Степановна
Людмила Степановна Подымова (род. 1 сентября 1952) — российский учёный в области инновационной педагогики, доктор педагогических наук, профессор, заведующая кафедрой психологии образования Московского педагогического государственного университета. Лауреат Премии Правительства РФ в области образования (1998), автор более 200 научных публикаций.

## Биография
В 1977 году окончила Московский государственный педагогический институт им. В. И. Ленина. В 1983 защитила кандидатскую диссертацию на тему «Дидактическая подготовка учителя начальных классов», а в 1996 году докторскую диссертацию на тему «Теория и практика подготовки учителя к инновационной деятельности». Долгое время работала с академиком В. А. Сластёниным. В 1997 году вышел их совместный учебник «Педагогика: Инновационная деятельность».
С 2013 года является заведующей кафедрой психологии образования МПГУ.

## Деятельность
Является автором учебников по проблемам психолого-педагогической инноватики, проблемам раннего развития детей, развития детей дошкольного возраста. Активно продвигает идеи инновационной педагогики и психологии в педагогическом сообществе. Регулярно выступает на научных конференциях с докладами на тему инноваций в образовании. Руководит магистерскими программами «Психолого-педагогическая инноватика» и «Психология и педагогика раннего развития» в Московском педагогическом государственном университете. Возглавляет научную школу «Развитие личности в инновационном образовательном пространстве». 

## Основные работы
- ПСИХОЛОГИЯ И ПЕДАГОГИКА / Сластенин В. А., Каширин В. П., Абдурахманов Р. А., Азарнов Н. Н., Веракса Н. Е., Гнездилов Г. В., Колесова Ю. В., Костеров А. С., Мощенко А. В., Подымова Л. С. Учебник: в 2-х частях / Москва, 2016. Сер. 58 Бакалавр. Академический курс Том ЧАСТЬ 1 ПСИХОЛОГИЯ
- ПСИХОЛОГИЯ И ПЕДАГОГИКА / Сластенин В. А., Каширин В. П., Абдурахманов Р. А., Азарнов Н. Н., Веракса Н. Е., Гнездилов Г. В., Колесова Ю. В., Костеров А. С., Мощенко А. В., Подымова Л. С. Учебник: в 2-х частях / Москва, 2016. Сер. 58 Бакалавр. Академический курс Том ЧАСТЬ 2 ПЕДАГОГИКА
- ПЕДАГОГИКА / Подымова Л. С., Сластенин В. А., Дубицкая Е. А., Борисова Н. Ю., Духова Л. И., Кириллов В. Н. Учебник и практикум / Москва, 2016. Сер. 68 Профессиональное образование (1-е изд.)
- Педагогика: учебник и практикум для СПО / Под общей ред. Л. С. Подымовой, В. А. Сластёнина. — М.: Издательство Юрайт, 2016
- Самоутверждение педагогов в инновационной деятельности / Л. С. Подымова, Л. А. Долинская. — М.: Издательство Прометей, 2016
- Тьютор в образовательном пространстве / И. С. Сергеева, Г. В. Сороковых, Ю. В. Зиборова, Л. С. Подымова // Учебное пособие. — М.: Издательство Инфра-М, 2016
- КЛАССНОЕ РУКОВОДСТВО / Алисов Е. А., Сергеева В. П., Сергеева И. С., Подымова Л. С. Москва, 2014
- Инновационные процессы и технологии в науке и образовании / Л. С. Подымова. — М.: Издательство Юрайт, 2013
- Инновационная роль педагога в социализации обучающихся //Социализация обучающихся в общеобразовательной организации: Разработка теоретических подходов, проектирование модели и стратегии развития, изучение актуальных проблем: Монография / Л. С. Подымова // Научное издание. — М.: МГПУ, 2013
- Педагогика. Учебник для бакалавров / Под общей ред. Л. С. Подымовой, В. А. Сластёнина. — М.: Издательство Юрайт, 2012
Психолого-педагогическая инноватика: личностный аспект: Монография / Л. С. Подымова. — М.: МПГУ: Издательство Прометей, 2012 
Педагогика: инновационная деятельность / В. А. Сластёнин, Л. С. Подымова. — М.: Магистр, 1997